# Alexander M. McCook
Alexander McDowell McCook (22. april 1831 – 12. juni 1903) var karriereofficer i den amerikanske hær og general i Unionshæren under den amerikanske borgerkrig.

## Tidlige år
McCook blev født i Columbiana County, Ohio. Hans familie var prominent i militære kredse. Hans far Daniel og syv af Alexanders brødre foruden fem fætre kæmpede i krigen. De var kendt som "de kæmpende McCooks", efter hvem McCook Field i Dayton, Ohio, blev opkaldt. Hans brødre Daniel McCook, Jr., Edwin S. McCook og Robert L. McCook blev alle generaler i Unionshæren ligesom hans fætre Anson G. McCook og Edward M. McCook.
McCook fik eksamen fra West Point i 1852, gjorde tjeneste mod Apache og Ute stammerne i New Mexico i 1853–1857, og var assisterende instruktør i infanteritaktik på West Point 1858–1861.

## Borgerkrigen
Ved starten af borgerkrigen blev McCook oberst for 1st Ohio Infantry i april 1861. Han deltog i det Første slag ved Bull Run. Han havde kommandoen over en brigade i Kentucky i vinteren 1861-1862, en division i Tennessee og Mississippi i begyndelsen af 1862, og I Korps i Kentucky i oktober samme år, hvor han kom i kamp i Slaget ved Perryville, hvor hans division nær var blevet slået på flugt på slagmarken. Han havde kommandoen over Nashville i november og december det år og førte et korps i Slaget ved Stones River, hvor hans tropper igen blev slået på flugt. I sommeren 1863 førte han igen et korps i den kampagne, som førte til Slaget ved Chickamauga, hvor hans tropper for tredje og sidste gang blev slået på flugt. Han blev stillet for en krigsret, men ikke dømt. Han kom ikke i antiv tjeneste ved fronten i resten af krigen.
McCook blev forfremmet til brigadegeneral i den frivillige hær i september 1861 og til generalmajor i juli 1862. Han blev udnævnt til midlertidig oberstløjtnant i den regulære hær efter erobringen af Nashville, til oberst efter Slaget ved Shiloh og til brigadegeneral efter Slaget ved Perryville. I marts 1865 blev han udnævnt til midlertidig generalmajor for sin tjeneste gennem krigen. Fra februar til maj 1865 havde han kommandoen over det østlige Arkansas.

## Efter krigen
McCook trak sig tilbage fra den frivillige tjeneste i oktober 1865 og blev udnævnt til oberst løjtnant for 26. infanteri regiment i marts 1867. Han gjorde tjeneste i Texas, fortrinsvis i garnisonstjeneste indtil 1874. Fra 1875 til 1880 gjorde han tjeneste som aide-de-camp for hærens øverstkommanderende general William T. Sherman. Fra 1886 til 1890 (bortset fra korte perioder af fravær), havde han kommandoen over Fort Leavenworth i Kansas foruden infanteri og kavaleriskolen der.
McCook blev brigadegeneral i 1890, generalmajor i 1894 og gik på pension i 1895. I 1898–1899 deltog han i arbejdet i en kommission, som skulle undersøge Krigsministeriets håndtering af Den spansk-amerikanske krig.
Alexander McDowell McCook døde i Dayton, Ohio, og ligger begravet på Spring Grove Cemetery i Cincinnati, Ohio.
Byen McCook i Nebraska blev opkaldt efter ham.